# 萨拉齐站
萨拉齐站位于内蒙古自治区土默特右旗萨拉齐镇，建于1922年，是京包客运专线上的一个车站，距离古营盘站282公里，距离包头站60公里。该站隶属呼和浩特局集团包头车站。
萨拉齐站原来是京包铁路上的车站。2012年11月集包铁路开办客货运输业务之后，经过线路调整，该车站成为集包铁路（现京包客运专线）的车站。既有京包铁路（现唐包铁路）在本站以东另设萨拉齐东站。

## 历史

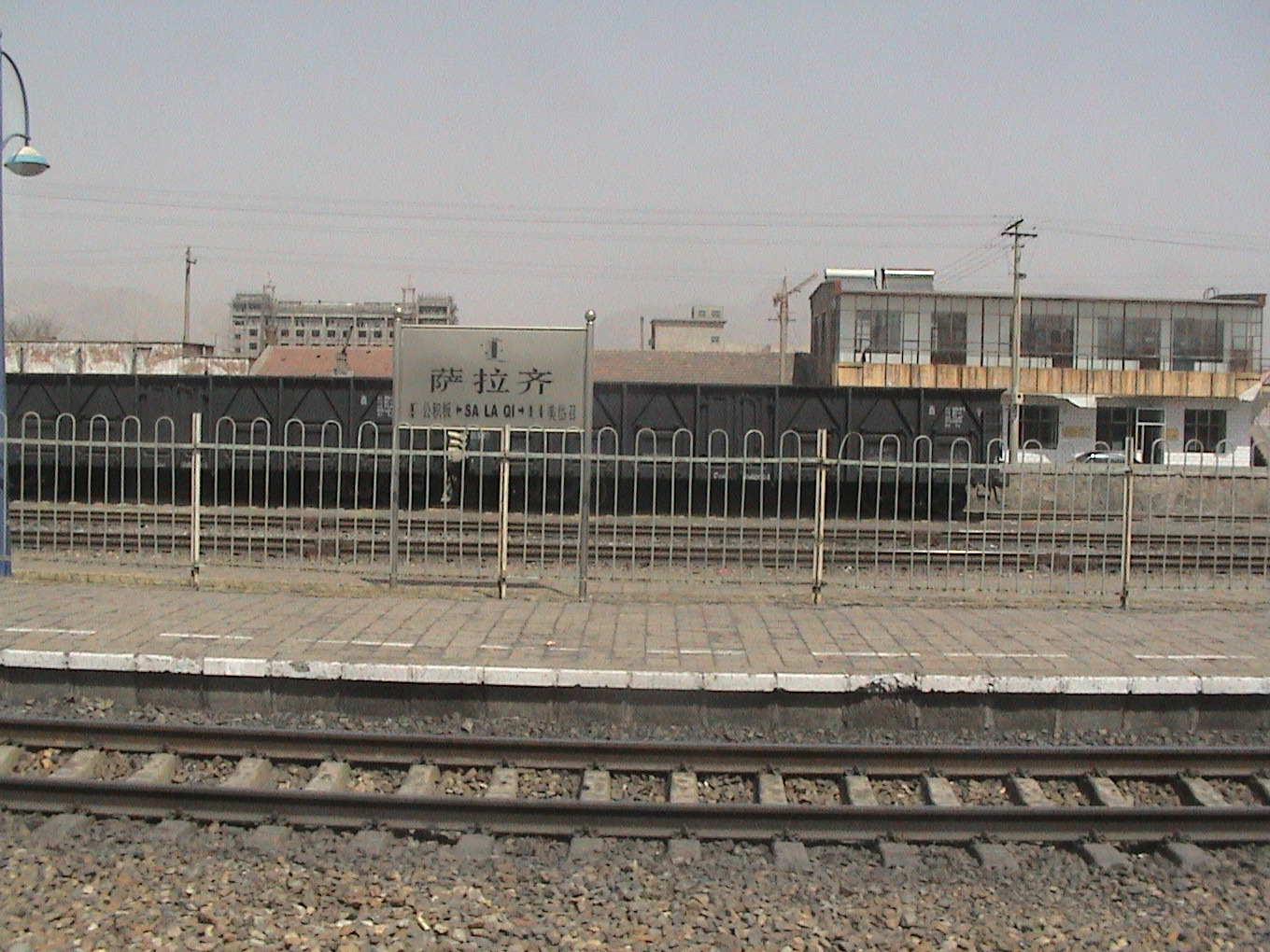
2006年的萨拉齐火车站

萨拉齐站原为张绥铁路车站，建于1922年，1923年1月竣工通车。当时车站为二等站设有2条股道，站房位于站场北侧，候车室面积25平方米。
中华人民共和国成立后，萨拉齐站候车室曾于1965年、1973年两次翻修；站内线路由2条增到4条、8条。1979年，车站降为三等站。1986年由道北搬迁道南，并修建1、2站台间的旅客地道。
1964年在萨拉齐站东侧建成通往内蒙古储备一三七处的专用铁路线，长5.6公里；1975年，又从一三七处专线修筑通往老窝铺的煤炭专用线，长2.5公里，随后逐年延伸至11.7公里；1986年，阿刀亥煤矿、旗乡镇企业局又傍一三七专线新筑装煤线路，长1.07公里；1996年，彤丰煤炭有限责任公司修建3条专用线路；2006年5月，增加萨拉齐煤炭公司专用线；2007年元月，增加内蒙古新兴煤炭专用线。
车站原属呼和浩特车务段管辖，2004年划至包头车务段。萨拉齐站为原京包铁路在土默特右旗最大的车站，呼铁局在车站周围设有车务、机务、工务、公安、电务、通信、电力工区等十几个单位。
京包线大包段电气化时，车站延长到发线长度，改造后车站设有6条股道。2010年新建集包铁路第二双线时计划在原萨拉齐站设客站，原萨拉齐站货运功能及接轨专用线迁移至原车站东侧的新建站场（萨拉齐东站）。两线线位利用曲线置换，并在站场北侧还建京包正线。
2015年5月20日起，萨拉齐站开始办理动车组列车客运业务。
2021年3月，车站改由包头车站管辖。

## 车站结构
萨拉齐站现站房建于1986年，候车室占地面积450平方米，容纳候车旅客500多人，设有138个候车座椅。

### 站场
萨拉齐站设有4条股道、2座站台。站场北侧为还建的既有线正线。原萨拉齐站货运设施及接轨专用线在集包二双开通后改至萨拉齐东站办理。
| 北↑ |      | 唐包正线 萨拉齐东站                              |  |
|     | 侧式 |                                                  |  |
| 4道 | 2    | 高速场 到发线                                    |  |
| Ⅱ道 |      | 高速场 （南园村站）京包高铁 上行正线（三卜素站） |  |
| Ⅰ道 |      | 高速场 （南园村站）京包高铁 下行正线（三卜素站） |  |
| 3道 | 1    | 高速场 到发线                                    |  |
|     | 侧式 |                                                  |  |
| 南↓ | 站房 |                                                  |  |